# 北名古屋市立師勝中学校
北名古屋市立師勝中学校（きたなごやしりつしかつちゅうがっこう）は、愛知県北名古屋市にある公立中学校。

## 概要
- 旧・西春日井郡師勝町の中心地にある中学校であり、校区は鹿田天田、鹿田院田前、鹿田院田屋敷、鹿田丹波屋敷、鹿田東蒲屋敷、鹿田西蒲屋敷、鹿田南蒲屋敷、鹿田北蒲屋敷、鹿田合田（一部）、鹿田栄（一部）、鹿田清水（一部）、鹿田新宮境内附、鹿田大門、鹿田天王山、鹿田出町東、鹿田出町西、鹿田東海、鹿田流、鹿田永塚、鹿田西赤土、鹿田花の木、鹿田丸籔、鹿田天王山北、鹿田北天田、鹿田南天田、鹿田中海道川西、鹿田海道西、鹿田西若宮往来東、鹿田中海道、鹿田東丸籔、鹿田若宮、鹿田東若宮、鹿田大日堂附（一部）、熊之庄御榊、六ツ師江向、六ツ師大島、六ツ師南屋敷、六ツ師北屋敷、六ツ師中屋敷、六ツ師高台、六ツ師町田、六ツ師道毛、六ツ師松戸、六ツ師山の神、六ツ師疲榎、六ツ師大替口、六ツ師下り戸、片場新町（一部）、片場天王森（一部）、片場白山（一部）、片場八反（一部）、片場六所、片場堤外道北、井瀬木赤土、井瀬木鴨（一部）、井瀬木五反地、井瀬木高畑（一部）、能田である[1]。

## 沿革
- 1947年（昭和22年）4月1日 - 西春日井郡師勝村に師勝村立師勝中学校として開校。校舎は無く、師勝村立師勝小学校の校舎の一部、及び旧・組合立西春日井郡中部青年学校[注釈 1]を仮校舎とする。
- 1947年（昭和23年） - 旧・組合立西春日井郡中部青年学校の敷地にに校舎（北校舎）を新築し、移転。
- 1950年（昭和25年） - 中校舎、南校舎を新築する。
- 1957年（昭和32年） - 新校舎（第一期・鉄筋コンクリート造3階建）が完成する。
- 1958年（昭和33年）10月31日 - 木造校舎の一部を師勝小学校へ移築する。
- 1961年（昭和36年）4月1日 - 師勝村が町制施行し、師勝町となる。同時に師勝町立師勝中学校に改称する。
- 1962年（昭和37年） - 校舎（第二期・鉄筋コンクリート造）が完成する。
- 1963年（昭和38年）9月1日 - 北里村のうち薬師寺地区が師勝町に編入される。薬師寺地区の生徒は北里村立北里中学校から師勝中学校に移る。
- 1966年（昭和41年） - プールが完成する。
- 1967年（昭和42年） - 体育館が完成する。
- 1969年（昭和44年） - 校舎（第三期・鉄筋コンクリート造）が完成する。
- 1972年（昭和47年） - 校舎（第四期・鉄筋コンクリート造）が完成する。
- 1976年（昭和51年） - 生徒数増加により教室不足となる。そのため、師勝南小学校、師勝北小学校、師勝東小学校を分離し、校舎に余裕が出来た師勝小学校の南校舎（木造）を借用する（1980年まで）。
- 1979年（昭和54年）4月 - 師勝町立訓原中学校を分離する。
- 1981年（昭和56年）4月 - 師勝町立熊野中学校を分離する。
- 1987年（昭和62年） - 従来のプールを取り壊し、プール棟（1階が武道場、木工室、金工室。屋上がプール。）が完成する。
- 2000年（平成12年）9月11日 - 東海豪雨のため臨時休校となる（12日まで）。
- 2006年（平成18年）3月20日 - 師勝町、西春町が合併し、北名古屋市が発足。同時に北名古屋市立師勝中学校に改称する。
- 2008年（平成20年） - 校舎の耐震調査の結果、校舎の東側の一部（1957年完成）が強度不足であることが判明。校舎の耐震工事のさいに校舎の東側の一部を解体することとなり、仮設校舎を設置。
- 2009年（平成21年） - 校舎の耐震工事が完成する。
- 2010年（平成22年）12月24日 - 新校舎（東館）が完成し、仮設校舎を撤去する。

## 交通アクセス
- 名鉄犬山線西春駅下車、徒歩約15分。

## 周辺施設
- 北名古屋市役所東庁舎
- 北名古屋市立熊野中学校
- 北名古屋市立訓原中学校
- 北名古屋市立師勝小学校
- 北名古屋市立師勝東小学校
- 北名古屋市立師勝南小学校
- 北名古屋市立師勝西小学校
- 学校法人余合学園師勝幼稚園
- 名古屋芸術大学東キャンパス
- 名鉄犬山線西春駅

## 主な出身者

### 芸能
- 平手友梨奈 - デビュー後に上京、江戸川区立葛西第三中学校へ転入